# کوپاشوو
کوپاشوو (به لهستانی:  Kopaszewo) یک روستا در لهستان است که در گمینا کژوینگ واقع شده‌است.
 کوپاشوو  ۵۰۲ نفر جمعیت دارد.